# Homicides par vocation
Pour plus de détails, voir Fiche technique et Distribution.
Homicides par vocation (En italien : L'assassino ha le mani pulite) est un poliziottesco, réalisé par Vittorio Sindoni, sorti en 1968, avec Tom Drake, Femi Benussi, Virginio Gazzolo et Ernesto Colli (it) dans les rôles principaux. Il s'agit de la première réalisation de Sindoni,,.

## Synopsis
Les héritiers d'une riche fortune sont mystérieusement assassinés les uns après les autres. L'inspecteur Greville (Tom Drake) mêne l'enquête.

## Fiche technique
- Titre : Homicides par vocation
- Titre original : L'assassino ha le mani pulite
- Réalisation : Vittorio Sindoni
- Scénario : Vittorio Sindoni, Aldo Bruno et Romano Migliorini
- Photographie : Ascenzio Rossi
- Musique : Stefano Torossi (it)
- Montage : Maria Schettino
- Société(s) de production : Semafilm
- Pays d'origine :  Italie
- Genre : poliziottesco, giallo
- Durée : 81 minutes (1 h 19)
- Dates de sortie :
  -  Italie : 1968

## Distribution

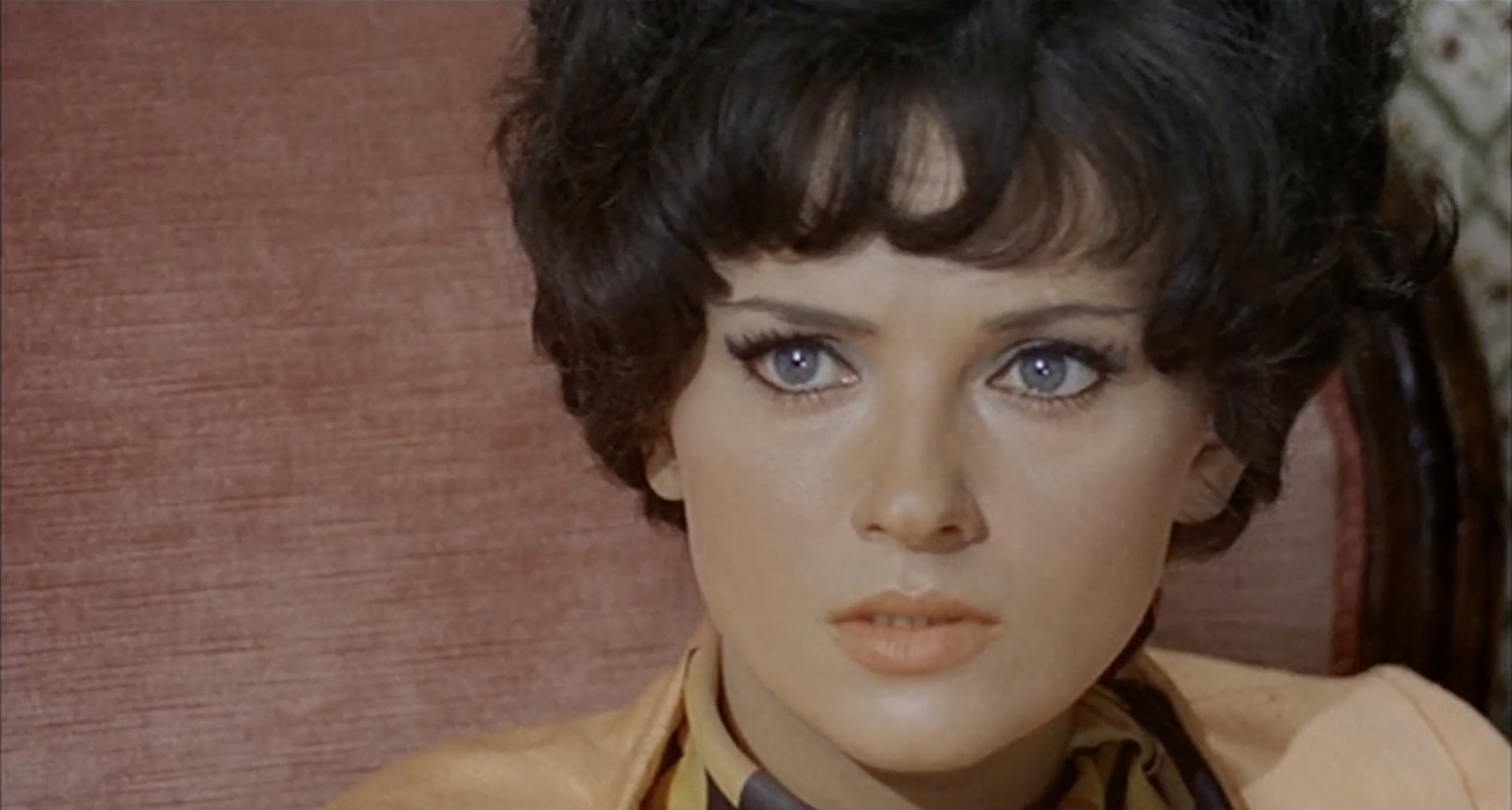
Femi Benussi dans une scène du film.

- Tom Drake : inspecteur Greville
- Femi Benussi : Simone
- Virginio Gazzolo : Étienne
- Ernesto Colli (it) : Janot
- Isarco Ravaioli : Jules
- Andrea Fantasia (ja) : Notaio
- Ivo Garrani : Leon
- Valeria Ciangottini : Colette
- Giovanna Lenzi : Rosalie
- Silvano Spadaccino (it)
- Aurelio Marconi : un usurier
- Nicola Solari : Becchino
- Aldo Bruno : Andrè
- Alessandra Moravia : Natalie
- Sergio Baldacchino : Job
- Arnaldo De Angelis : Oscar
- Giacomo Ricci